# Присосок (риба)
Присосок (Apletodon) — рід риб родини Присоскоперові (Gobiesocidae).

## Види
Містить шість видів:
- Apletodon bacescui (Murgoci, 1940) — дискусійний
- Apletodon barbatus Fricke, Wirtz & Brito, 2010
- Apletodon dentatus (Facciolà, 1887) — Присосок малоголовий
- Apletodon incognitus Hofrichter[de] & Patzner, 1997
- Apletodon pellegrini (Chabanaud, 1925)
- Apletodon wirtzi Fricke, 2007